# Coppa dei Campioni 1995-1996 (pallavolo maschile)
La Coppa dei Campioni 1995-1996 si è svolta dal 13 ottobre 1995 al 2 marzo 1996: al torneo hanno partecipato 37 squadre di club europee e la vittoria finale è andata per la seconda volta al Daytona.

## Regolamento

### Formula
Le squadre hanno disputato una fase preliminare con incontri di andata e ritorno, seguita da una fase a gironi con formula del girone all'italiana con gare di andata e ritorno; al termine della prima fase le prime due classificate di ogni girone hanno disputato semifinali e finali con la formula della gara unica.

### Criteri di classifica
Sono stati assegnati 2 punti alla squadra vincente e 1 a quella sconfitta.
L'ordine del posizionamento in classifica è stato definito in base a:
- Punti;
- Ratio dei set vinti/persi;
- Ratio dei punti realizzati/subiti.

## Squadre partecipanti
| - Studenti Tirana - PSV Salzburg - Maaseik - Vicebsk - Gradina Srebrenik - Anorthōsīs - HAOK Mladost - Holte IF - Rakvere - Kuopion PS | - Cannes - Dachau - Panathīnaïkos - HK Kópavogur - Hapoel Ha'Amakim - Daytona - Treviso - PCSK Riga - Morena Vilnius | - Rabotnički - Moldavgidromash Kišinëv - Båtsfjord - Dynamo Apeldoorn - AZS Częstochowa - Espinho - Ústí nad Labem - Dinamo Bucarest - CSKA Mosca | - Glasgow Mets - Vojvodina - VKP Bratislava - Salonit Anhovo - Numancia - Losanna UC - Halkbank - Lokomotyv Kiev - SC Seghedino |

## Torneo

### Primo turno

#### Andata
| 13 ottobre 1995 ?, ? Durata: ? - Spettatori: ? | SC Seghedino            | 3 - 0 | Studenti Tirana | 15-7, 15-8, 15-3         |
| 14 ottobre 1995 ?, ? Durata: ? - Spettatori: ? | HK Kópavogur            | 0 - 3 | Holte IF        | 7-15, 5-15, 11-15        |
| 14 ottobre 1995 ?, ? Durata: ? - Spettatori: ? | Losanna UC              | 3 - 1 | Anorthōsīs      | 15-8, 15-13, 10-15, 15-2 |
| 14 ottobre 1995 ?, ? Durata: ? - Spettatori: ? | Hapoel Ha'Amakim        | 3 - 0 | Espinho         | 15-7, 16-14, 15-12       |
| 14 ottobre 1995 ?, ? Durata: ? - Spettatori: ? | Moldavgidromash Kišinëv | 0 - 3 | VKP Bratislava  | 4-15, 5-15, 10-15        |
| 14 ottobre 1995 ?, ? Durata: ? - Spettatori: ? | Dinamo Bucarest         | 3 - 0 | HAOK Mladost    | 16-14, 16-14, 15-11      |
| 14 ottobre 1995 ?, ? Durata: ? - Spettatori: ? | Salonit Anhovo          | 3 - 1 | AZS Częstochowa | 15-3, 7-15, 15-7, 15-4   |
| 14 ottobre 1995 ?, ? Durata: ? - Spettatori: ? | Ústí nad Labem          | 3 - 0 | Vicebsk         | 15-7, 15-6, 15-9         |
| 14 ottobre 1995 ?, ? Durata: ? - Spettatori: ? | Morena Vilnius          | 0 - 3 | Kuopion PS      | 1-15, 12-15, 8-15        |
| 14 ottobre 1995 ?, ? Durata: ? - Spettatori: ? | PCSK Riga               | 3 - 0 | Rakvere         | 15-7, 15-7, 15-1         |
| 20 ottobre 1995 ?, ? Durata: ? - Spettatori: ? | Båtsfjord               | 3 - 0 | Glasgow Mets    | 15-8, 15-9, 15-3         |
| 20 ottobre 1995 ?, ? Durata: ? - Spettatori: ? | Rabotnički              | 0 - 3 | Vojvodina       | 1-15, 4-15, 3-15         |
| 21 ottobre 1995 ?, ? Durata: ? - Spettatori: ? | Gradina Srebrenik       | 0 - 3 | Lokomotyv Kiev  | 0-15, 2-15, 2-15         |

#### Ritorno
| 14 ottobre 1995 ?, ? Durata: ? - Spettatori: ? | Studenti Tirana | 0 - 3 | SC Seghedino            | 5-15, 3-15, 6-15         |
| 15 ottobre 1995 ?, ? Durata: ? - Spettatori: ? | Vicebsk         | 0 - 3 | Ústí nad Labem          | 8-15, 3-15, 7-15         |
| 15 ottobre 1995 ?, ? Durata: ? - Spettatori: ? | Rakvere         | 1 - 3 | PCSK Riga               | 1-15, 11-15, 15-6, 10-15 |
| 16 ottobre 1995 ?, ? Durata: ? - Spettatori: ? | Espinho         | 3 - 1 | Hapoel Ha'Amakim        | 15-11, 15-5, 8-15, 16-14 |
| 20 ottobre 1995 ?, ? Durata: ? - Spettatori: ? | Vojvodina       | 3 - 0 | Rabotnički              | 15-1, 15-3, 16-14        |
| 21 ottobre 1995 ?, ? Durata: ? - Spettatori: ? | Holte IF        | 3 - 0 | HK Kópavogur            | 15-0, 15-1, 15-10        |
| 21 ottobre 1995 ?, ? Durata: ? - Spettatori: ? | VKP Bratislava  | 3 - 0 | Moldavgidromash Kišinëv | 15-11, 15-1, 15-8        |
| 21 ottobre 1995 ?, ? Durata: ? - Spettatori: ? | HAOK Mladost    | 3 - 0 | Dinamo Bucarest         | 15-1, 15-6, 15-8         |
| 21 ottobre 1995 ?, ? Durata: ? - Spettatori: ? | AZS Częstochowa | 3 - 0 | Salonit Anhovo          | 15-11, 17-15, 15-13      |
| 22 ottobre 1995 ?, ? Durata: ? - Spettatori: ? | Glasgow Mets    | 0 - 3 | Båtsfjord               | 6-15, 3-15, 5-15         |
| 22 ottobre 1995 ?, ? Durata: ? - Spettatori: ? | Anorthōsīs      | 0 - 3 | Losanna UC              | 11-15, 11-15, 7-15       |
| 22 ottobre 1995 ?, ? Durata: ? - Spettatori: ? | Lokomotyv Kiev  | 3 - 1 | Gradina Srebrenik       | 15-3, 11-15, 15-3, 15-0  |
| 22 ottobre 1995 ?, ? Durata: ? - Spettatori: ? | Kuopion PS      | 3 - 0 | Morena Vilnius          | 15-12, 15-5, 15-11       |

#### Squadre qualificate
- HAOK Mladost
- Holte IF
- Kuopion PS
- Hapoel Ha'Amakim
- PCSK Riga
- Båtsfjord
- AZS Częstochowa
- Ústí nad Labem
- Vojvodina
- VKP Bratislava
- Losanna UC
- Lokomotyv Kiev
- SC Seghedino

### Secondo turno

#### Andata
| 2 dicembre 1995 ?, ? Durata: ? - Spettatori: ? | SC Seghedino    | 1 - 3 | Vojvodina        | 10-15, 15-11, 13-15, 7-15        |
| 2 dicembre 1995 ?, ? Durata: ? - Spettatori: ? | Losanna UC      | 3 - 2 | Hapoel Ha'Amakim | 17-15, 15-12, 14-16, 7-15, 16-14 |
| 2 dicembre 1995 ?, ? Durata: ? - Spettatori: ? | AZS Częstochowa | 3 - 1 | Ústí nad Labem   | 15-8, 6-15, 15-12, 15-9          |
| 3 dicembre 1995 ?, ? Durata: ? - Spettatori: ? | Holte IF        | 3 - 0 | Båtsfjord        | 15-7, 15-12, 15-7                |
| 3 dicembre 1995 ?, ? Durata: ? - Spettatori: ? | Kuopion PS      | 3 - 0 | CSKA Mosca       | 15-7, 15-5, 15-4                 |
| 8 dicembre 1995 ?, ? Durata: ? - Spettatori: ? | Lokomotyv Kiev  | 0 - 3 | Numancia         | 6-15, 6-15, 2-15                 |
| 8 dicembre 1995 ?, ? Durata: ? - Spettatori: ? | VKP Bratislava  | 0 - 3 | HAOK Mladost     | 5-15, 10-15, 12-15               |
| 9 dicembre 1995 ?, ? Durata: ? - Spettatori: ? | PCSK Riga       | 3 - 0 | Dynamo Apeldoorn | 15-10, 15-5, 15-11               |

#### Ritorno
| 9 dicembre 1995 ?, ? Durata: ? - Spettatori: ?  | Båtsfjord        | 0 - 3 | Holte IF        | 9-15, 6-15, 8-15                 |
| 9 dicembre 1995 ?, ? Durata: ? - Spettatori: ?  | Hapoel Ha'Amakim | 3 - 0 | Losanna UC      | 15-8, 15-9, 15-12                |
| 9 dicembre 1995 ?, ? Durata: ? - Spettatori: ?  | HAOK Mladost     | 3 - 2 | VKP Bratislava  | 15-3, 11-15, 15-4, 3-15, 16-14   |
| 9 dicembre 1995 ?, ? Durata: ? - Spettatori: ?  | Ústí nad Labem   | 2 - 3 | AZS Częstochowa | 15-9, 5-15, 15-12, 11-15, 16-18  |
| 9 dicembre 1995 ?, ? Durata: ? - Spettatori: ?  | CSKA Mosca       | 3 - 0 | Kuopion PS      | 15-13, 15-6, 15-8                |
| 10 dicembre 1995 ?, ? Durata: ? - Spettatori: ? | Vojvodina        | 3 - 1 | SC Seghedino    | 15-4, 15-8, 8-15, 15-6           |
| 10 dicembre 1995 ?, ? Durata: ? - Spettatori: ? | Numancia         | 3 - 2 | Lokomotyv Kiev  | 15-12, 15-8, 12-15, 10-15, 15-13 |
| 16 dicembre 1995 ?, ? Durata: ? - Spettatori: ? | Dynamo Apeldoorn | 3 - 1 | PCSK Riga       | 14-16, 15-9, 15-7, 15-2          |

#### Squadre qualificate
- HAOK Mladost
- Holte IF
- Kuopion PS
- Hapoel Ha'Amakim
- PCSK Riga
- AZS Częstochowa
- Numancia
- Vojvodina

### Fase a gironi
| Girone A         | Girone B        |
| ---------------- | --------------- |
| PSV Salzburg     | Maaseik         |
| HAOK Mladost     | Kuopion PS      |
| Holte IF         | Cannes          |
| Dachau           | Treviso         |
| Panathīnaïkos    | PCSK Riga       |
| Hapoel Ha'Amakim | AZS Częstochowa |
| Daytona          | Vojvodina       |
| Numancia         | Halkbank        |

#### Girone A
| 9 gennaio 1996 ?, ? Durata: ? - Spettatori: ?   | Hapoel Ha'Amakim | 1 - 3 | Dachau           | 15-12, 12-15, 7-15, 12-15        |
| 10 gennaio 1996 ?, ? Durata: ? - Spettatori: ?  | Holte IF         | 1 - 3 | Panathīnaïkos    | 4-15, 10-15, 15-8, 2-15          |
| 10 gennaio 1996 ?, ? Durata: ? - Spettatori: ?  | HAOK Mladost     | 2 - 3 | Daytona          | 15-12, 8-15, 15-5, 13-15, 11-15  |
| 11 gennaio 1996 ?, ? Durata: ? - Spettatori: ?  | Numancia         | 3 - 0 | PSV Salzburg     | 15-6, 17-16, 15-5                |
| 16 gennaio 1996 ?, ? Durata: ? - Spettatori: ?  | PSV Salzburg     | 3 - 2 | HAOK Mladost     | 15-12, 3-15, 9-15, 15-10, 15-13  |
| 16 gennaio 1996 ?, ? Durata: ? - Spettatori: ?  | Daytona          | 3 - 0 | Hapoel Ha'Amakim | 15-5, 15-7, 15-7                 |
| 17 gennaio 1996 ?, ? Durata: ? - Spettatori: ?  | Holte IF         | 1 - 3 | Numancia         | 9-15, 11-15, 15-13, 14-16        |
| 17 gennaio 1996 ?, ? Durata: ? - Spettatori: ?  | Panathīnaïkos    | 1 - 3 | Dachau           | 15-8, 12-15, 10-15, 8-15         |
| 23 gennaio 1996 ?, ? Durata: ? - Spettatori: ?  | Hapoel Ha'Amakim | 3 - 1 | PSV Salzburg     | 8-15, 15-10, 15-12, 15-9         |
| 24 gennaio 1996 ?, ? Durata: ? - Spettatori: ?  | Dachau           | 3 - 1 | Daytona          | 15-13, 15-13, 13-15, 15-13       |
| 24 gennaio 1996 ?, ? Durata: ? - Spettatori: ?  | HAOK Mladost     | 3 - 0 | Holte IF         | 15-13, 16-14, 15-10              |
| 24 gennaio 1996 ?, ? Durata: ? - Spettatori: ?  | Numancia         | 2 - 3 | Panathīnaïkos    | 14-16, 15-5, 7-15, 15-10, 11-15  |
| 31 gennaio 1996 ?, ? Durata: ? - Spettatori: ?  | Panathīnaïkos    | 0 - 3 | Daytona          | 13-15, 9-15, 6-15                |
| 31 gennaio 1996 ?, ? Durata: ? - Spettatori: ?  | PSV Salzburg     | 0 - 3 | Dachau           | 6-15, 7-15, 12-15                |
| 31 gennaio 1996 ?, ? Durata: ? - Spettatori: ?  | Holte IF         | 0 - 3 | Hapoel Ha'Amakim | 6-15, 10-15, 4-15                |
| 31 gennaio 1996 ?, ? Durata: ? - Spettatori: ?  | Numancia         | 3 - 0 | HAOK Mladost     | 15-7, 16-14, 15-10               |
| 6 febbraio 1996 ?, ? Durata: ? - Spettatori: ?  | Hapoel Ha'Amakim | 1 - 3 | Numancia         | 17-15, 10-15, 10-15, 11-15       |
| 7 febbraio 1996 ?, ? Durata: ? - Spettatori: ?  | Dachau           | 3 - 0 | Holte IF         | 15-2, 15-11, 15-5                |
| 7 febbraio 1996 ?, ? Durata: ? - Spettatori: ?  | HAOK Mladost     | 3 - 0 | Panathīnaïkos    | 15-11, 15-7, 15-7                |
| 7 febbraio 1996 ?, ? Durata: ? - Spettatori: ?  | Daytona          | 3 - 0 | PSV Salzburg     | 15-3, 15-8, 15-4                 |
| 13 febbraio 1996 ?, ? Durata: ? - Spettatori: ? | Numancia         | 3 - 2 | Dachau           | 15-13, 16-14, 5-15, 10-15, 16-14 |
| 14 febbraio 1996 ?, ? Durata: ? - Spettatori: ? | HAOK Mladost     | 3 - 0 | Hapoel Ha'Amakim | 15-3, 15-3, 15-2                 |
| 14 febbraio 1996 ?, ? Durata: ? - Spettatori: ? | Holte IF         | 1 - 3 | Daytona          | 9-15, 13-15, 15-10, 7-15         |
| 15 febbraio 1996 ?, ? Durata: ? - Spettatori: ? | Panathīnaïkos    | 3 - 0 | PSV Salzburg     | 15-6, 15-12, 15-12               |
| 20 febbraio 1996 ?, ? Durata: ? - Spettatori: ? | Hapoel Ha'Amakim | 1 - 3 | Panathīnaïkos    | 13-15, 15-9, 6-15, 11-15         |
| 21 febbraio 1996 ?, ? Durata: ? - Spettatori: ? | PSV Salzburg     | 3 - 0 | Holte IF         | 15-11, 15-7, 15-8                |
| 21 febbraio 1996 ?, ? Durata: ? - Spettatori: ? | Dachau           | 3 - 0 | HAOK Mladost     | 15-8, 15-9, 15-10                |
| 21 febbraio 1996 ?, ? Durata: ? - Spettatori: ? | Daytona          | 3 - 0 | Numancia         | 15-5, 15-5, 15-4                 |

##### Classifica
| Pos | Squadra          | Pt | G | V | P | SV | SP | Ratio | PF  | PS  | Ratio |
| --- | ---------------- | -- | - | - | - | -- | -- | ----- | --- | --- | ----- |
| 1.  | Dachau           | 13 | 7 | 6 | 1 | 20 | 6  | 3,333 | 374 | 277 | 1,350 |
| 2.  | Daytona          | 13 | 7 | 6 | 1 | 19 | 6  | 3,167 | 351 | 240 | 1,463 |
| 3.  | Numancia         | 12 | 7 | 5 | 2 | 17 | 10 | 1,700 | 350 | 332 | 1,054 |
| 4.  | Panathīnaïkos    | 11 | 7 | 4 | 3 | 13 | 13 | 1,000 | 311 | 311 | 1,000 |
| 5.  | HAOK Mladost     | 10 | 7 | 3 | 4 | 13 | 12 | 1,083 | 321 | 280 | 1,146 |
| 6.  | Hapoel Ha'Amakim | 9  | 7 | 2 | 5 | 9  | 16 | 0,563 | 264 | 327 | 0,807 |
| 7.  | PSV Salzburg     | 9  | 7 | 2 | 5 | 7  | 17 | 0,412 | 245 | 326 | 0,752 |
| 8.  | Holte IF         | 8  | 7 | 0 | 7 | 3  | 21 | 0,143 | 225 | 348 | 0,647 |

#### Girone B
| 10 gennaio 1996 ?, ? Durata: ? - Spettatori: ?  | AZS Częstochowa | 3 - 1 | Cannes          | 15-6, 15-6, 16-17, 15-12          |
| 10 gennaio 1996 ?, ? Durata: ? - Spettatori: ?  | PCSK Riga       | 2 - 3 | Maaseik         | 10-15, 14-16, 15-10, 15-11, 12-15 |
| 10 gennaio 1996 ?, ? Durata: ? - Spettatori: ?  | Vojvodina       | 3 - 1 | Halkbank        | 10-15, 15-8, 15-6, 15-13          |
| 10 gennaio 1996 ?, ? Durata: ? - Spettatori: ?  | Kuopion PS      | 0 - 3 | Treviso         | 5-15, 10-15, 12-15                |
| 17 gennaio 1996 ?, ? Durata: ? - Spettatori: ?  | Halkbank        | 3 - 1 | AZS Częstochowa | 10-15, 15-4, 16-14, 15-8          |
| 17 gennaio 1996 ?, ? Durata: ? - Spettatori: ?  | Kuopion PS      | 3 - 2 | PCSK Riga       | 15-5, 11-15, 15-10, 13-15, 15-13  |
| 17 gennaio 1996 ?, ? Durata: ? - Spettatori: ?  | Maaseik         | 3 - 0 | Vojvodina       | 15-4, 17-16, 15-10                |
| 17 gennaio 1996 ?, ? Durata: ? - Spettatori: ?  | Treviso         | 3 - 0 | Cannes          | 15-6, 16-14, 15-11                |
| 24 gennaio 1996 ?, ? Durata: ? - Spettatori: ?  | AZS Częstochowa | 3 - 0 | Maaseik         | 15-8, 15-9, 15-3                  |
| 24 gennaio 1996 ?, ? Durata: ? - Spettatori: ?  | PCSK Riga       | 2 - 3 | Treviso         | 7-15, 16-14, 15-11, 7-15, 12-15   |
| 24 gennaio 1996 ?, ? Durata: ? - Spettatori: ?  | Cannes          | 3 - 1 | Halkbank        | 15-9, 15-10, 10-15, 15-4          |
| 24 gennaio 1996 ?, ? Durata: ? - Spettatori: ?  | Vojvodina       | 3 - 0 | Kuopion PS      | 15-8, 15-10, 15-10                |
| 30 gennaio 1996 ?, ? Durata: ? - Spettatori: ?  | Maaseik         | 3 - 2 | Cannes          | 9-15, 15-9, 7-15, 15-9, 15-8      |
| 31 gennaio 1996 ?, ? Durata: ? - Spettatori: ?  | PCSK Riga       | 3 - 0 | Vojvodina       | 15-12, 15-12, 15-8                |
| 31 gennaio 1996 ?, ? Durata: ? - Spettatori: ?  | Kuopion PS      | 1 - 3 | AZS Częstochowa | 15-13, 12-15, 16-17, 14-16        |
| 31 gennaio 1996 ?, ? Durata: ? - Spettatori: ?  | Treviso         | 3 - 0 | Halkbank        | 15-2, 15-7, 15-10                 |
| 7 febbraio 1996 ?, ? Durata: ? - Spettatori: ?  | AZS Częstochowa | 2 - 3 | PCSK Riga       | 15-8, 9-15, 8-15, 15-7, 17-19     |
| 7 febbraio 1996 ?, ? Durata: ? - Spettatori: ?  | Halkbank        | 3 - 0 | Maaseik         | 15-2, 15-4, 15-12                 |
| 7 febbraio 1996 ?, ? Durata: ? - Spettatori: ?  | Cannes          | 3 - 1 | Kuopion PS      | 15-9, 10-15, 15-9, 15-12          |
| 7 febbraio 1996 ?, ? Durata: ? - Spettatori: ?  | Vojvodina       | 2 - 3 | Treviso         | 7-15, 15-7, 10-15, 15-13, 15-17   |
| 14 febbraio 1996 ?, ? Durata: ? - Spettatori: ? | PCSK Riga       | 3 - 1 | Cannes          | 15-11, 14-16, 15-5, 15-0          |
| 14 febbraio 1996 ?, ? Durata: ? - Spettatori: ? | Kuopion PS      | 3 - 1 | Halkbank        | 15-6, 8-15, 15-13, 15-1           |
| 14 febbraio 1996 ?, ? Durata: ? - Spettatori: ? | Vojvodina       | 3 - 0 | AZS Częstochowa | 15-10, 15-8, 15-8                 |
| 14 febbraio 1996 ?, ? Durata: ? - Spettatori: ? | Treviso         | 3 - 0 | Maaseik         | 15-8, 15-4, 15-11                 |
| 20 febbraio 1996 ?, ? Durata: ? - Spettatori: ? | Cannes          | 0 - 3 | Vojvodina       | 7-15, 16-17, 8-15                 |
| 21 febbraio 1996 ?, ? Durata: ? - Spettatori: ? | Halkbank        | 2 - 3 | PCSK Riga       | 15-8, 14-16, 15-12, 11-15, 10-15  |
| 21 febbraio 1996 ?, ? Durata: ? - Spettatori: ? | AZS Częstochowa | 3 - 2 | Treviso         | 15-11, 11-15, 15-12, 11-15, 15-10 |
| 21 febbraio 1996 ?, ? Durata: ? - Spettatori: ? | Maaseik         | 3 - 1 | Kuopion PS      | 15-11, 15-10, 12-15, 15-2         |

##### Classifica
| Pos | Squadra         | Pt | G | V | P | SV | SP | Ratio | PF  | PS  | Ratio |
| --- | --------------- | -- | - | - | - | -- | -- | ----- | --- | --- | ----- |
| 1.  | Treviso         | 13 | 7 | 6 | 1 | 20 | 7  | 2,857 | 381 | 286 | 1,332 |
| 2.  | Vojvodina       | 11 | 7 | 4 | 3 | 14 | 10 | 1,400 | 316 | 286 | 1,105 |
| 3.  | PCSK Riga       | 11 | 7 | 4 | 3 | 18 | 14 | 1,286 | 417 | 399 | 1,045 |
| 4.  | AZS Częstochowa | 11 | 7 | 4 | 3 | 15 | 13 | 1,154 | 365 | 346 | 1,055 |
| 5.  | Maaseik         | 11 | 7 | 4 | 3 | 12 | 14 | 0,857 | 303 | 325 | 0,932 |
| 6.  | Halkbank        | 9  | 7 | 2 | 5 | 11 | 16 | 0,688 | 300 | 343 | 0,875 |
| 7.  | Cannes          | 9  | 7 | 2 | 5 | 10 | 17 | 0,588 | 301 | 357 | 0,843 |
| 8.  | Kuopion PS      | 9  | 7 | 2 | 5 | 9  | 18 | 0,500 | 317 | 358 | 0,885 |

### Finale a quattro
|  | Semifinali | Semifinali | Semifinali |        |         | Finale             | Finale             | Finale             |  |
|  |            |            |            |        |         |                    |                    |                    |  |
|  | Daytona    | Daytona    | 3          |        |         |                    |                    |                    |  |
|  | Daytona    | Daytona    | 3          |        |         |                    |                    |                    |  |
|  | Treviso    | Treviso    | 2          |        |         |                    |                    |                    |  |
|  | Treviso    | Treviso    | 2          |        | Daytona | Daytona            | 3                  |                    |  |
|  |            |            |            |        | Daytona | Daytona            | 3                  |                    |  |
|  |            |            | Dachau     | Dachau | 1       |                    |                    |                    |  |
|  | Vojvodina  | Vojvodina  | Dachau     | Dachau | 1       | 2                  |                    |                    |  |
|  | Vojvodina  | Vojvodina  |            |        |         | 2                  |                    |                    |  |
|  | Dachau     | Dachau     | 3          |        |         | Finale terzo posto | Finale terzo posto | Finale terzo posto |  |
|  | Dachau     | Dachau     | 3          |        |         |                    |                    |                    |  |
|  |            |            |            |        |         |                    |                    |                    |  |
|  |            |            |            |        |         | Treviso            | Treviso            | 1                  |  |
|  |            |            |            |        |         | Treviso            | Treviso            | 1                  |  |
|  |            |            |            |        |         | Vojvodina          | Vojvodina          | 3                  |  |

#### Semifinali
| 1 marzo 1996 Bologna Durata: ? - Spettatori: ? | Daytona   | 3 - 2 | Treviso | 15-12, 10-15, 12-15, 15-12, 16-14 |
| 1 marzo 1996 Bologna Durata: ? - Spettatori: ? | Vojvodina | 2 - 3 | Dachau  | 15-13, 15-5, 6-15, 13-15, 12-15   |

#### Finale 3º posto
| 2 marzo 1996 Bologna Durata: ? - Spettatori: ? | Treviso | 1 - 3 | Vojvodina | 16-14, 7-15, 10-15, 4-15 |

#### Finale
| 2 marzo 1996 Bologna Durata: ? - Spettatori: ? | Daytona | 3 - 1 | Dachau | 14-16, 15-13, 15-5, 15-6 |